# Berggylta
Berggylta (Labrus bergylta) är en fisk i familjen läppfiskar.

## Utseende
Berggyltan är kraftig, och saknar de svarta fläckar på fenorna som många andra läppfiskar (gyltor och snultror) har. Färgen är mycket variabel, och kan skifta beroende på omgivning och fiskens humör. Vanligtvis är kroppen grönaktig, med mörkare rygg och gulaktig buk. På sidorna och buken är fjällen ofta omgivna av smala, grönaktiga eller brunaktiga konturer. Munnen är liten med tjocka läppar. Fisken blir vanligen omkring 50 cm lång; maxlängden är 69 cm, och maxvikten 4,35 kg.

### Sexuell differens
Berggyltan är hermafrodit och föds som hona, men byter kön mellan 5 och 14 års ålder.

## Vanor
Fisken är en bottenfisk som föredrar algbevuxna rev och klippor på ett djup mellan 2 och 30 m (i undantagsfall ner till 50 m). Födan består av blötdjur och kräftdjur. Fisken kan bli upp till 29 år gammal..

### Fortplantning
Berggyltan leker på sommaren, då honan lägger upp till 3 000 ägg i ett tångbo som har iordningställts i någon klippskreva. Äggen kläcks efter 1 till 2 veckor, och vaktas under den tiden av hanen. Ynglen är pelagiska. Arten blir könsmogen i tvåårsåldern.

## Berggyltan och människan

### Kommersiellt värde
I Norge används den i kommersiell laxodling eftersom den äter upp laxlus (Lepeophtheirus salmonis)

## Utbredning
Utbredningsområdet sträcker sig från Norge till Marocko, inklusive Madeira, Azorerna och Kanarieöarna. Den går dessutom in i Medelhavet. Fisken är allmän i Skagerack, mera ovanlig i Kattegatt och sällsynt i Öresund; den leker dock i Sverige.

## Status
För beståndet är inga hot kända. IUCN listar arten som livskraftig (LC).